# اپر گراند لاگون (فلوریدا)
اپر گراند لاگون (به انگلیسی: Upper Grand Lagoon) یک منطقهٔ مسکونی در ایالات متحده آمریکا است که در شهرستان بی، فلوریدا واقع شده‌است. اپر گراند لاگون ۴۱٫۲ کیلومتر مربع مساحت و ۱۳٬۹۶۳ نفر جمعیت دارد و ۰ متر بالاتر از سطح دریا قرار دارد.